# Cittadinanza francese

Stemma della Repubblica francese

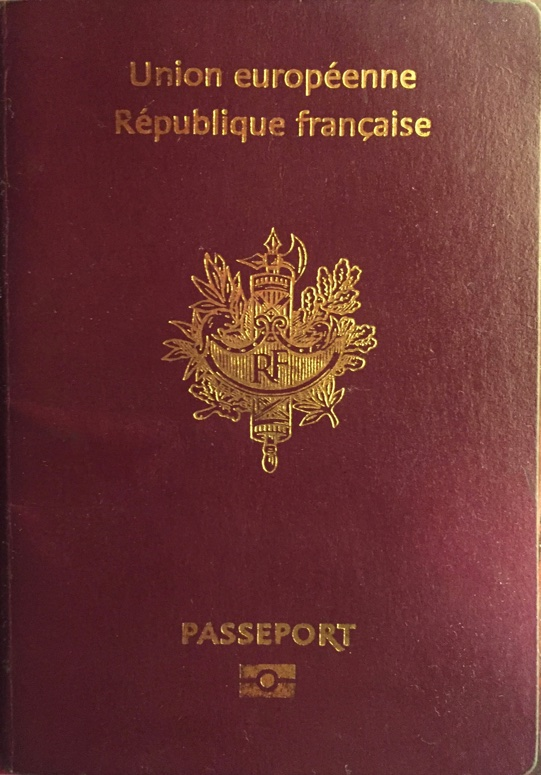
Copertina di un passaporto francese

La nazionalità francese (in francese: nationalité française) è il vincolo giuridico che lega una persona fisica alla Repubblica francese e gli attribuisce lo status di cittadino. Da questo vincolo derivano obblighi che devono essere assunti da persone che hanno la qualità di essere Francesi, in contropartita della quale vengono conferiti diversi diritti politici, civili e professionali, non ché il beneficio delle libertà pubbliche, che definiscono quindi la cittadinanza francese.

## Acquisizione
La nazionalità francese può essere acquisita nei seguenti modi:

### Nascita
La nazionalità francese è concessa a coloro nati in Francia i cui genitori, o almeno uno di loro, è francese, o nato in Francia o i cui genitori sono sconosciuti o apolidi, nonché a coloro nati all'estero da padre o madre francese. I nati in Francia da genitori stranieri possono acquisire la cittadinanza francese quando raggiungono la maggiore età, se in quel momento risiedono in Francia e giustificano di aver risieduto abitualmente dall'età di undici anni, in modo continuativo o discontinuo, per cinque anni.

### Matrimonio
La nazionalità francese può essere acquisita sposando un cittadino francese. In particolare, quattro anni dopo la celebrazione del matrimonio (o cinque anni in alcuni casi), il coniuge straniero può ottenere la cittadinanza francese mediante "dichiarazione" dinanzi al tribunale di istanza o al console di Francia, che la trasmette per la registrazione al servizi competenti. L'interessato deve giustificare una convivenza emotiva e materiale e una sufficiente conoscenza della lingua francese. Il governo può opporsi, con decreto, all'acquisizione della cittadinanza per motivi di "indegnità" o mancanza di assimilazione alla comunità francese.

### Residenza o naturalizzazione
La terza modalità di acquisizione si chiama "naturalizzazione". La nazionalità francese può essere concessa agli stranieri più anziani che hanno un permesso di soggiorno e soddisfano i seguenti requisiti: residenza abituale e continua in Francia con la loro famiglia per cinque anni, giustifica la loro assimilazione nella società francese, avendo soddisfatto i requisiti di lealtà e riservatezza e non essere stato condannato per un crimine o delitto contro gli interessi fondamentali della Nazione, per terrorismo, o una pena uguale o superiore a sei mesi di reclusione.

## Perdita della nazionalità
La perdita della cittadinanza francese per inutilizzo (o mancato utilizzo) è prevista dall'articolo 30-3 del codice civile. Si applica alla persona che ha stabilito la propria residenza all'estero, nonché ai suoi antenati per un periodo superiore a cinquant'anni, e che non può presentare alcun elemento di possesso di Stato per sé o per i suoi antenati di origine francese. Il periodo di 50 anni di residenza all'estero e l'assenza di proprietà statale in due generazioni sono due condizioni cumulative, che vengono studiate separatamente.
La perdita della cittadinanza francese per inutilizzo è confermata da un processo o dal segretario generale in occasione di una domanda di nazionalità francese.
Il certificato di nazionalità francese è l'unico metodo legale per dimostrare la nazionalità francese. È un documento amministrativo rilasciato dal cancelliere capo di un tribunale di istanza in Francia, che deve indicare come e perché si è francese sulla base di documenti che vengono inviati.

## Doppia nazionalità
La doppia cittadinanza è stata ufficialmente riconosciuta, sia per gli uomini che per le donne, il 9 gennaio 1973. Da allora, il possesso di più di una nazionalità non pregiudica la cittadinanza francese. Nel periodo dal 9 aprile 1954 fino all'8 gennaio 1973, solo gli uomini francesi di età inferiore ai 50 anni potevano possedere la doppia cittadinanza, mentre una donna perdeva la cittadinanza francese acquisendo la cittadinanza straniera. Successivamente, la Francia ha denunciato il capitolo I della Convenzione del Consiglio d'Europa sulla riduzione dei casi di nazionalità multipla e obblighi militari nei casi di nazionalità multipla del 6 maggio 1963. La denuncia è entrata in vigore il 5 marzo 2009.

## Cittadinanza dell'Unione europea
Poiché la Francia fa parte dell'Unione europea, i cittadini francesi sono anche cittadini dell'Unione europea ai sensi del diritto comunitario, e quindi hanno il diritto alla libera circolazione e hanno il diritto di voto alle elezioni del Parlamento europeo. Quando si trovano in un paese non appartenente all'Unione europea dove non è presente un'ambasciata francese, i cittadini francesi hanno il diritto di ottenere la protezione consolare dall'ambasciata di qualsiasi stato membro dell'UE presente in quel paese. Possono anche vivere e lavorare in qualsiasi paese all'interno dell'Unione Europea o dell'Associazione europea di libero scambio in virtù del diritto di libera circolazione e soggiorno concesso dall'articolo 21 del Trattato UE.

## Requisiti per il visto
Francia
     Area Schengen (nessun documento richiesto)
     Almeno carta d'identità richiesta
     Nessun visto richiesto
     Visto all'arrivo
     Richiesto AEV (Autorizzazione Elettronica al Viaggio)
     Visto richiesto prima dell'arrivo

Francia
Area Schengen (nessun documento richiesto)
Almeno carta d'identità richiesta
Nessun visto richiesto
Visto all'arrivo
Richiesto AEV (Autorizzazione Elettronica al Viaggio)
Visto richiesto prima dell'arrivo

I requisiti per il visto per i cittadini francesi sono le restrizioni amministrative all'ingresso da parte delle autorità di altri stati ai cittadini della Francia. A partire da luglio 2019, i cittadini francesi avevano accesso senza visto o visto all'arrivo in 185 paesi e territori, classificandosi al quarto posto nel passaporto francese nel mondo secondo l'indice di restrizione dei visti.